# Lestrolepis intermedia
Lestrolepis intermedia är en fiskart som först beskrevs av Poey, 1868.  Lestrolepis intermedia ingår i släktet Lestrolepis och familjen laxtobisfiskar. Inga underarter finns listade i Catalogue of Life.